# Саламатинский выселок
Саламатинский выселок, Свиновка Саламатинская,  Свиновка — исчезнувший населённый пункт на территории Ольховского района Волгоградской области. Располагалась на реке Иловле. Появился в 1860— 1861 году как выселок села Саламатина.
Ныне урочище Свиновка.

## География

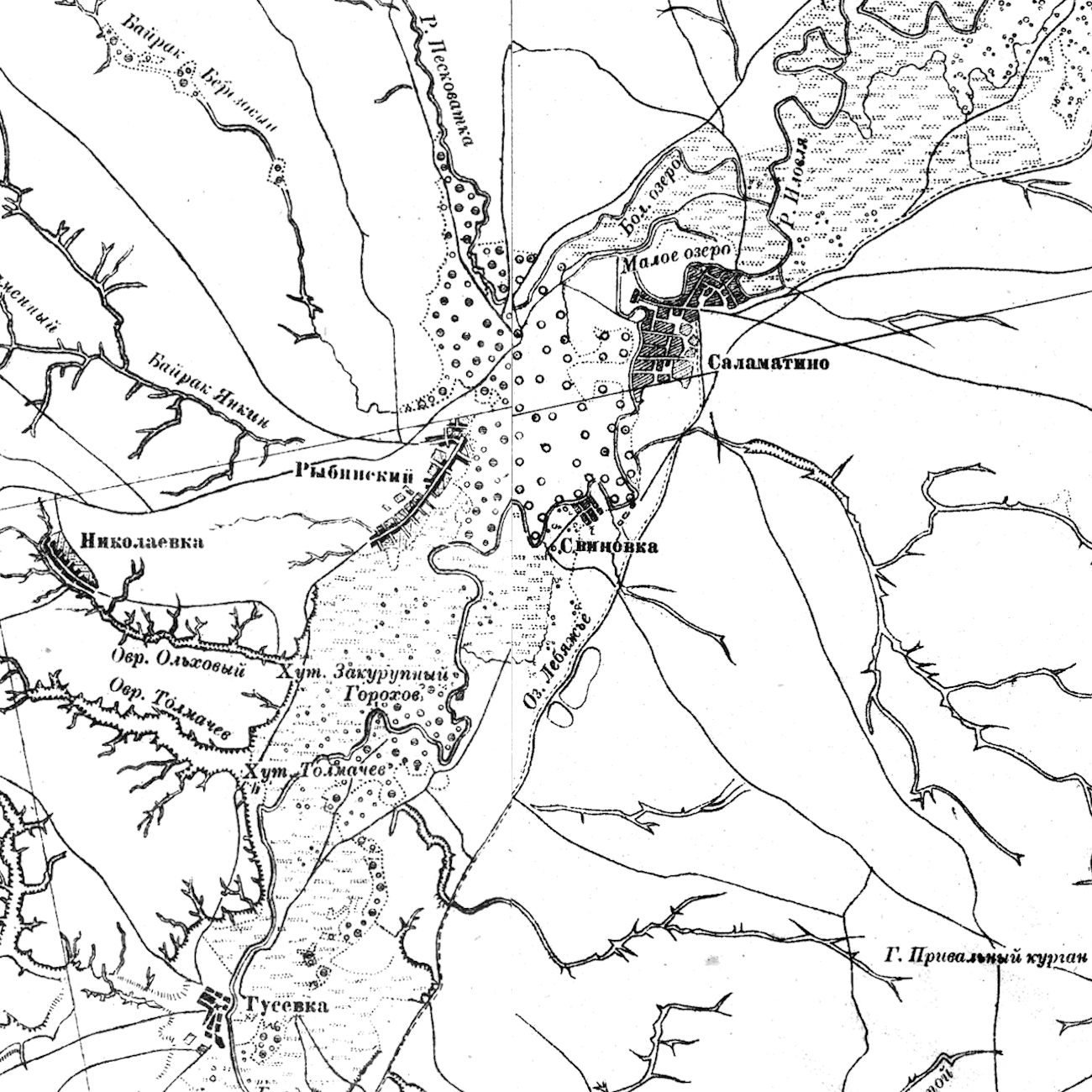
Деревня и окрестности на карте Шуберта XIX века. С северо-востока на юго-запад течёт Иловля. Сама деревня расположен на левом берегу Иловли. Вверх по течению расположено село Саламатино.

Деревня располагалась на левом, низком, берегу реки Иловли, которая протекала в пределах выселка на протяжении около половины километра. Расстояние до волостного центра села Саламатина составляло 2—3 версты (2—3 км), до уездного города Камышина — 47—48 верст (50—51 км). В 1 версте (1 км) на юго-запад от деревни располагался Рыбинский выселок. С северо-востока от двух выселком располагались владения купца Кавалёва, с запада — купца Шемякина, с юга — крестьян села Рыбинки, с севера — крестьян села Саламатина.
К началу XX века деревня состояла из одной улицы, идущей параллельно реке с севера на юг.
Почва в поселении представляла собой сероватый суглинок, подпочва — глина. В пашнях встречался солонец. На бахчах — супесь.

## История
Выселена в 1860—1861 годах из села Саламатина, откуда и получила такое название. Основу населения составляли бывшие удельные крестьяне. Основные занятия населения до революции — хлебопашество и скотоводство. Входил в Саламатинскую волость Камышинского уезда Саратовской губернии.
Как Свиновка упоминается на военной карте РККА.
На административной карте Сталинградской области 1945 года уже не упоминается[значимость факта?]

## Население
По земской переписи 1886 года в Саламатинском выселке население составляло 178 человек, в том числе 84 мужчины и 92 женщин бывших удельных крестьян). В 1890 году — 200 человек (97 мужчин и 103 женщины). В 1894 году — 193 человека (91 мужчина и 102 женщины). При этом 170 человек принадлежали к православной общине, а 23 человека — молокане. В 1911 году в деревне было 45 дворов, в которых проживало 284 человека (140 мужчин и 144 женщины). В этническом плане жители принадлежали к великороссам.
В церковном плане относилась к приходу Михайло-Архангельской церкви села Саламатино.